# Łęka Opatowska (gromada)
Łęka Opatowska – dawna gromada, czyli najmniejsza jednostka podziału terytorialnego Polskiej Rzeczypospolitej Ludowej w latach 1954–1972.
Gromady, z gromadzkimi radami narodowymi (GRN) jako organami władzy najniższego stopnia na wsi, funkcjonowały od reformy reorganizującej administrację wiejską przeprowadzonej jesienią 1954 do momentu ich zniesienia z dniem 1 stycznia 1973, tym samym wypierając organizację gminną w latach 1954–1972.
Gromadę Łęka Opatowska z siedzibą GRN w Łęce Opatowskiej utworzono – jako jedną z 8759 gromad na obszarze Polski – w powiecie kępińskim w woj. poznańskim, na mocy uchwały nr 23/54 WRN w Poznaniu z dnia 5 października 1954. W skład jednostki weszły obszary dotychczasowych gromad Kuźnica Słupska, Łęka Opatowska, Szalonka, Zmyślona Słupska i Piaski ze zniesionej gminy Opatów, miejscowość Stogniew z dotychczasowej gromady Laski ze zniesionej gminy Laski oraz obszar 124,09,39 ha z karty 1 obrębu Piaski z dotychczasowej gromady Słupia pod Kępnem ze zniesionej gminy Kępno-Południe w tymże powiecie. Dla gromady ustalono 18 członków gromadzkiej rady narodowej.
1 stycznia 1962 do gromady Łęka Opatowska włączono miejscowości Dwór-Raków, Marianka, Marianka Siemieńska i Trzychałupy oraz parcele karty mapy 1 obrębu Siemianice ze znoszonej gromady Siemianice w tymże powiecie.
Gromada przetrwała do końca 1972 roku, czyli do kolejnej reformy gminnej. 1 stycznia 1973 w powiecie kępińskim utworzono gminę Łęka Opatowska.